# Hôtel de Faucher
L'hôtel de Fauche est un bâtiment situé rue du peuple, à Bollène, dans le Vaucluse.

## Histoire
Construit sur un ancien bâtiment datant du XVe siècle, l'hôtel de Faucher est bâti à l'initiative de Maître Raymond Rocher, notaire à Bollène. Il restera dans la famille durant quelques générations, puis l'immeuble sera vendu, en 1802 à Louis Martin de Faucher, par madame de Pontbrillant. 
L'hôtel de Faucher est inscrit au titre des monuments historiques depuis le 7 décembre 1970.

## Description
L'hôtel de Faucher comprend 2 bâtiments, reliés par un escalier central, sur un total de 2 500 m2. L'aile nord compte 3 étages. La seconde aile compte un chenil, l'orangerie, un atelier menuiserie.

## En savoir plus